# Brachypetersius
Brachypetersius es un género de peces de la familia de los Alestidae (popularmente conocidos como tetras africanos), que se encuentra distribuido en las aguas dulces del África Central.

## Especies
Actualmente hay cuatro especies reconocidas en este género:
- Brachypetersius cadwaladeri (Fowler, 1930)
- Brachypetersius huloti (Poll, 1954)
- Brachypetersius notospilus (Pellegrin, 1930)
- Brachypetersius pseudonummifer (Poll, 1967)